# Antiche unità di misura del circondario di Girgenti
Sono qui riportate le conversioni tra le antiche unità di misura in uso nel circondario di Girgenti e il sistema metrico decimale, così come stabilite ufficialmente nel 1877; non si riportano le unità di misura e di peso stabilite con la riforma del 1809, rese uniformi nell'intero Regno di Sicilia.
Nonostante l'apparente precisione nelle tavole, in molti casi è necessario considerare che i campioni utilizzati erano di fattura approssimativa o discordanti tra loro.

## Misure di lunghezza
Nel 1877 sono indicate in uso solo le unità ufficiali del 1809.

## Misure di superficie
Nel 1877, oltre alle unità ufficiali del 1809, sono indicate in uso alcune misure abusive.
| Comuni | Denominazione | Valore   | Unità |
| --- | ------------- | -------- | ----- |
| Girgenti, Aragona, Cattolica, Comitini, Grotte, Racalmuto, Realmonte, S. Angelo Muxaro                                     | Salma         | 39108,31 | m²    |
| Girgenti, Aragona, Cattolica, Comitini, Grotte, Racalmuto, Realmonte, S. Angelo Muxaro                                     | Tomolo        | 2444,27  | m²    |
| Camastra | Salma         | 33912,25 | m²    |
| Camastra | Tomolo        | 2119,52  | m²    |
| Canicatti, Castrofilippo, Favara, Montallegro, Naro, Palma di Montechiaro, Porto Empedocle, Raffadali, Ravanusa, Siculiana | Salma         | 37784,95 | m²    |
| Canicatti, Castrofilippo, Favara, Montallegro, Naro, Palma di Montechiaro, Porto Empedocle, Raffadali, Ravanusa, Siculiana | Tomolo        | 2361,56  | m²    |
| Castrofilippo, Campobello di Licata                                                                                        | Salma         | 37680,28 | m²    |
| Castrofilippo, Campobello di Licata                                                                                        | Tomolo        | 2355,02  | m²    |
| Lampedusa | Salma         | 17462,59 | m²    |
| Lampedusa | Tomolo        | 1091,41  | m²    |
| Licata, Realmonte | Salma         | 38999,98 | m²    |
| Licata, Realmonte | Tomolo        | 2437,50  | m²    |
| Naro | Salma         | 23550,17 | m²    |
| Naro | Tomolo        | 1471,89  | m²    |

La salma abusiva si divide in 16 tomoli.
Il tomolo di Girgenti ecc. ha per lato la corda di canne 23 e palmi 6 aboliti di Girgenti.
Il tomolo di Camastra ha per lato la corda di canne 22 e palmi 4 aboliti di Palermo.
Il tomolo di Canicatti ecc. ha per lato la corda di canne 23 e palmi 6 aboliti di Palermo.
Il tomolo di Castrofilippo ecc. è di canne quadrate 562 1/2 abolite di Palermo.
Il tomolo di Lampedusa è il legale avente per lato la corda di canne 16 legali.
Il tomolo di Licata è di canne quadrate 562 1/2 abolite di Girgenti.
Il tomolo di Naro ha per lato la corda di canne 18 e palmi 6 aboliti di Palermo.

## Misure di volume
Nel 1877 sono indicate in uso solo le unità ufficiali del 1809.

## Misure di capacità per gli aridi
Nel 1877, oltre alle unità ufficiali del 1809, sono indicate in uso alcune misure abusive.
| Comuni          | Denominazione                        | Valore   | Unità |
| --------------- | ------------------------------------ | -------- | ----- |
| Tutti i comuni  | Salma per orzi e legumi              | 343,8611 | L     |
| Porto Empedocle | Salma per cicerchie, mandorle e noci | 550,1777 | L     |

Negli usi di consuetudine locale la salma è la legale divisa in 16 tomoli.
La salma per orzi e legumi usata in tutti i comuni del circondario è di 20 tomoli rasi.
La salma per cicerchie di Porto Empedocle è di 32 tomoli rasi.

## Misure di capacità per i liquidi
Nel 1877, oltre alle unità ufficiali del 1809, sono indicate in uso alcune misure abusive.
| Comuni | Denominazione      | Valore   | Unità |
| --- | ------------------ | -------- | ----- |
| Girgenti, Favara, Grotte, Montallegro, Palma di Montechiaro, Porto Empedocle, Racalmuto, Raffadali, Realmonte, S. Angelo Muxaro | Botte              | 550,1777 | L     |
| Aragona | Botte per mosto    | 550,1777 | L     |
| Aragona | Botte per vino     | 515,7916 | L     |
| Camastra | Lancella per mosto | 16,7632  | L     |
| Camastra | Lancella per vino  | 12,4650  | L     |
| Campobello di Licata | Botte per mosto    | 577,6866 | L     |
| Campobello di Licata | Botte per vino     | 481,4055 | L     |
| Canicattì | Botte              | 515,7916 | L     |
| Castrofilippo | Botte per mosto    | 515,7916 | L     |
| Castrofilippo | Botte per vino     | 481,4055 | L     |
| Cattolica | Botte per mosto    | 601,7569 | L     |
| Cattolica | Botte per vino     | 481,4055 | L     |
| Comitino | Botte              | 550,1777 | L     |
| Lampedusa | Botte              | 412,6333 | L     |
| Licata | Botte per mosto    | 567,3708 | L     |
| Licata | Botte per vino     | 484,8441 | L     |
| Naro | Botte per mosto    | 664,7980 | L     |
| Naro | Botte per vino     | 515,7916 | L     |
| Ravanusa | Botte per mosto    | 527,2536 | L     |
| Ravanusa | Botte per vino     | 515,7916 | L     |
| Siculiana | Salma              | 275,0888 | L     |

La botte di Girgenti ecc. si divide in 64 lancelle, la lancella in 10 quartucci legali.
La botte per mosto di Aragona è la stessa di Girgenti. La botte per vino di Aragona si divide in 20 quartare, la quartara in 30 quartucci legali.
La lancella per mosto di Camastra si divide in quartucci legali 19 1/2. La Lancella per vino in quartucci legali 14 1/2.
La botte per mosto di Campobello si divide in 48 lancelle. La botte per vino in 40 lancelle, la lancella in 14 quartucci legali.
La botte di Canicatti si divide in 8 vetture, la vettura in 75 quartucci legali.
La botte da mosto di Castrofilippo si divide in 40 lancelle, la lancella da mosto in 15 quartucci legali.
La botte da vino di Castrofilippo si divide in 40 lancelle, la lancella da vino in 14 quartucci legali.
La botte per mosto di Cattolica, e la botte da vino si dividono in 8 carichi, il carico da mosto e da vino si divide in 5 lancelle o brocche, la lancella da mosto in quartucci legali 17 1/2, la lancella da vino in 14 quartucci legali.
La botte di Comitini si divide in 32 quartare, la quartara in 20 quartucci legali.
La botte di Lampedusa si divide in 12 barili, il barile in 40 quartucci legali.
La botte per mosto e la botte per vino di Licata si dividono in 12 barili, il barile per mosto ed il barile per vino di Licata si dividono in 4 lancelle.
La lancella per mosto è di quartucci legali 13 3/4. La lancella per vino di quartucci legali 11 3/4.
La botte per mosto di Naro è di quartucci legali 773 1|3. La botte per vino di Naro è di quartucci legali 600.
La botte per mosto di Ravanusa si divide in 40 lancelle, la lancella per mosto in quartucci legali 15 1/3.
La botte per vino di Ravanusa si divide pure in 40 lancelle, la lancella per vino in quartucci legali 15.
La salma di Siculiana si divide in 8 barili, il barile in 2 quartare, la quartara in 2 lancelle, la lancella in 10 quartucci legali.
| Comuni | Denominazione                          | Valore    | Unità |
| --- | -------------------------------------- | --------- | ----- |
| Girgenti, Aragona, Camastra, Campobello di Licata, Favara, Canicattì, Comitini, Grotte, Lampedusa, Licata, Montallegro, Naro, Racalmuto, Porto Empedocle, Raffadali, Ravanusa, Realmonte, S. Angelo Muxaro, Siculiana | Cafiso di 10 rotoli = 7,934 kg         | 8,596527  | L     |
| Castrofilippo | Cafiso di rotoli 13 1/4 = 11,009 kg    | 11,927681 | L     |
| Cattolica | Cafiso di rotoli 15 = 11,901 kg        | 12,894790 | L     |
| Palma di Montechiaro | Cafiso di rotoli 13,28 1/2 = 11,068 kg | 11,992155 | L     |

## Pesi
Nel 1877, oltre alle unità ufficiali del 1809, sono indicate in uso alcune misure abusive.
| Comuni         | Denominazione            | Valore    | Unità |
| -------------- | ------------------------ | --------- | ----- |
| Tutti i comuni | Rotolo                   | 793,420   | g     |
| Tutti i comuni | Oncia grossa             | 66,118333 | g     |
| Tutti i comuni | Trappeso per gli orefici | 0,881578  | g     |

Nella consuetudine locale il rotolo si divido in 12 once alla grossa.
La libbra si usa egualmente dai farmacisti e dagli orefici.
Gli orefici dividono la libbra in 12 once, l'oncia in 30 trappesi, il trappeso in 16 cocci o denari.

## Territorio
Nel 1874 nel circondario di Girgenti erano presenti 22 comuni divisi in 14 mandamenti.
- Aragona • Aragona, Comitini
- Campobello di Licata • Campobello di Licata
- Canicattì • Canicattì
- Cattolica • Cattolica, Montallegro
- Favara • Favara
- Girgenti • Girgenti, Porto Empedocle
- Grotte • Grotte
- Licata • Lampedusa, Licata
- Naro • Castrofilippo, Naro
- Palma di Montechiaro • Camastra, Palma di Montechiaro
- Racalmuto • Racalmuto
- Raffadali • Raffadali, Sant'Angelo Muxaro
- Ravanusa • Ravanusa
- Siculiana • Realmonte, Siculiana